# Masatomi Kimura
Masatomi Kimura (木村 昌福, Kimura Masatomi, 6 de dezembro de 1891 – 14 de fevereiro de 1960) foi um vice-almirante da Marinha Imperial do Japão durante a Segunda Guerra Mundial.

## Carreira
Foi o comandante dos contratorpedeiros Maki, Asanagi, Oite, Hagi, Hokaze, Katata, Atami, Asagiri, dos cruzadores Jintsū, Suzuya, além dos navios de guerra Kagu Maru, Shiretoko.
Participou durante a Segunda Guerra Mundial da Batalha do Mar de Bismarck, da Batalha do Golfo de Leyte e da Evacuação da Ilha de Kiska.